# Bell Boeing Quad TiltRotor
Bell Boeing Quad TiltRotor — гвинтокрил, що проєктується корпораціями Bell Helicopter і Boeing.
Тандем Bell Helicopter і Boeing отримав від армії США контракт на 3,45 мільйона доларів 2005 року. Фірми повинні виконати концептуальний проєкт та проаналізувати можливість створення чотирьохроторного важкого конвертоплана (під робочою назвою Quad TiltRotor). В апарата повинно бути два крила, на кінцях яких розташуються двигуни з повітряними гвинтами. Крила з двигунами можуть повертатися на 90 градусів. Синхронізовані вали, що зв'язують їх, повинні дозволити втриматися апарату в повітрі в разі відмови одного-двох двигунів.
Завдання цієї моделі — перевозити більші вантажі, ніж конвертоплан V-22 Osprey. За вантажопідйомністю цей літальний апарат повинен зрівнятися з військово-транспортним літаком C-130 Hercules.